# Radikal 169
Radikal 169 mit der Bedeutung „Tür, Tor“ ist einer von neun traditionellen Radikalen der chinesischen Schrift mit  acht Strichen.
Mit 61 Zeichenverbindungen in Mathews’ Chinese-English Dictionary kommt es ziemlich häufig vor. Auch im Kangxi-Wörterbuch sind 246 Schriftzeichen unter diesem Radikal zu finden.
Das moderne Kurzzeichen 门 in der Volksrepublik China erspart beim Schreiben etliche Striche, lässt aber die Urform noch deutlich erkennen. In dieser Form hat die Tür aber ihre Flügel verloren.
Es handelt sich hier um das Piktogramm einer Tür mit zwei Türflügeln, die ein Haus abschlossen. Die senkrechten Striche rechts und links stellen die Türpfosten dar. Als Komponente kommt dieses Radikal in Zeichen wie 闩 (= Riegel) oder 闸 (= Schleuse) vor.
Das berühmteste Tor ist das Tor des Himmlischen Friedens, das in Pekings Verbotene Stadt führt.  
Das Kurzzeichen des Radikals 169 ist 门; mit 門 werden Zeichenverbindungen von U+9580 bis 闧 U+95E7 codiert, anschließend daran mit 门 von U+95E8 bis 阛 U+961C.

## Schriftzeichenverbindungen, die vom Radikal 169 regiert werden
| Striche | Zeichen                                                           |                               |
| ------- | ----------------------------------------------------------------- | ----------------------------- |
| +0      | 門                                                                | 门                            |
| +01     | 閁 閂                                                             | 闩                            |
| +02     | 閃 閄 閅                                                          | 闪                            |
| +03     | 䦌 䦍 閆 閇 閈 閉 閊                                              | 闫 闬 闭 问 闯                |
| +04     | 䦎 䦏 䦐 䦑 開 閌 閍 閎 閏 閐 閑 閒 間 閔 閕 閖 閗                | 闰 闱 闲 闳 间 闵 闶 闷       |
| +05     | 䦒 䦓 䦔 閘 閙 閚 閛 閜 閝 閞 閟 閠 闸                            | 闹                            |
| +06     | 䦕 䦖 䦗 䦘 䦙 䦚 䦛 䦶 閡 関 閣 閤 閥 閦 閧 閨 閩 閪             | 闺 闻 闼 闽 闾 闿 阀 阁 阂    |
| +07     | 䦜 䦝 䦞 䦟 䦷 閫 閬 閭 閮 閯 閰 閱 閲 閳 閴 閭                   | 阄 阅 阆 阃                   |
| +08     | 䦠 䦡 䦢 䦣 䦤 䦥 䦦 䦧 䦨 閵 閶 閸 閹 閺 閻 閼 閽 閾 閿 闀 闁 闂 | 阇 阈 阉 阊 阋 阌 阍 阎 阏 阐 |
| +09     | 䦩 䦪 䦫 䦬 䦭 䦮 䦯 䦸 閷 闃 闄 闅 闆 闇 闈 闉 闊 闋 闌 闍 闎 闏 | 阑 阒 阓 阔 阕                |
| +10     | 闐 闑 闒 闓 闔 闕 闖 闗 闘                                        | 阖 阗 阘 阙                   |
| +11     | 䦰 闙 闚 闛 關 闝                                                 | 阚                            |
| +12     | 䦱 闞 闟 闠 闡                                                    |                               |
| +13     | 䦲 䦳 䦴 闢 闣 闤 闥 闦                                           | 阛                            |
| +14     | 䦵 闧                                                             |                               |

 Im Unicodeblock Kangxi-Radikale ist das Radikal 169 unter der Codepointnummer 12.200 (U+2FA8) codiert.